# 何應欽官邸
山洞何應欽官邸位於重慶市沙坪壩區山洞街道游龍山20號，文物遺址年代為1938年-1946年，2009年12月15日列為第二批重慶市文物保護單位。